# 貝拉貝拉

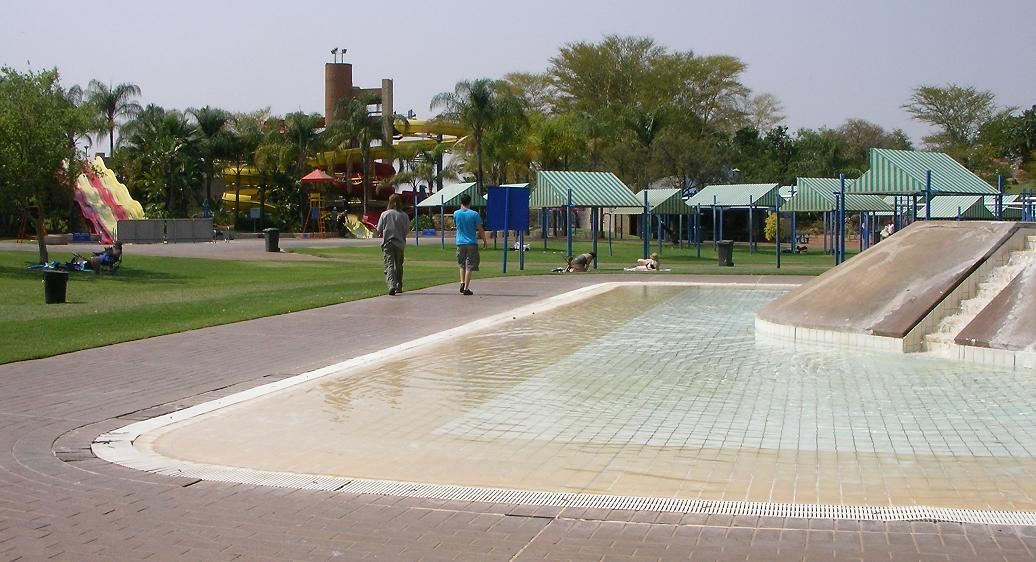
貝拉貝拉

貝拉貝拉是南非的城鎮，位於該國東北部，由林波波省負責管轄，始建於1873年，面積27.55平方公里，2001年人口32,146，人口密度每平方公里約1,200人。